# Линдквист, Свен
Свен Оскар Линдквист (швед. Sven Oskar Lindqvist; 28 марта 1932 — 14 мая 2019) — шведский писатель, автор 35 книг в различных жанрах: от документальной прозы до репортажей. Основатель движения за публичную историю и специалист по вопросам европейского империализма, колониализма, расизма и сопутствующим им войнам, геноцидам и экологическим разрушениям. Лауреат многих литературных и журналистских наград Швеции.